# 헥터부리고래
헥터부리고래(Mesoplodon hectori)는 남반구에 서식하는 작은 이빨부리고래이다. 학명은 뉴질랜드 웰링턴에 있는 콜로니얼 박물관을 만든 제임스 헥터 경(Sir James Hector)의 이름을 따서 명명했다.

## 같이 보기
- 고래류의 종 목록